# Płyta Manus

Płyta pacyficzna zaznaczona kolorem żółtym

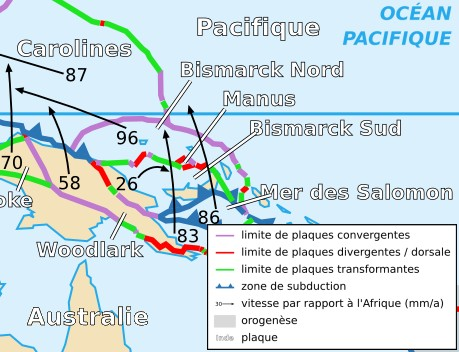
Płyta Manus

Płyta Manus − mała płyta tektoniczna (mikropłyta), położona w Azji Południowo-Wschodniej, uznawana za część większej płyty pacyficznej.
Płyta Manus od północy graniczy z płytą Bismarcka północną, a od południa z płytą Bismarcka południową.
Obejmuje mały fragment Morza Nowogwinejskiego na zachód od Nowej Irlandii. Wyspa Manus, od której płyta wzięła nazwę, leży ok. 250 km na północny zachód od płyty Manus, na płycie Bismarcka północnej.